# Parco della Balossa
Il parco della Balossa è un'area naturale divisa tra i comuni di Cormano e Novate Milanese, costituente parte del parco Nord Milano. Dal 2006 al 2015 ha costituto un autonomo parco locale di interesse sovracomunale.
Il parco, collocato nella parte centrale della cintura settentrionale di Milano, in un contesto densamente urbanizzato, è stato istituito nel 2006 ed ha una superficie di circa 150 ettari, completamente pianeggiante. I terreni che compongono il parco locale sono a destinazione prevalentemente agricola.
La sua posizione lo rende ideale percorso di connessione tra il parco delle Groane e il nucleo storico del parco Nord Milano.
Lungo l'estremo nord del parco corre il tracciato della strada provinciale 306 della Balossa, da cui ha preso il nome.